# Арылах (Вилюйский улус)
Арыла́х (якут. Арыылаах) — село в Вилюйском улусе Якутии России. Входит в состав Баппагайинского наслега.

## География
Село расположено на западе региона, в восточной части Центрально-Якутской равнины, возле нескольких озёр, крупнейшее из них — Туербан.
Географическое положение
Расстояние до улусного центра — города Вилюйск — 230 км, до центра наслега — села Илбенге — 22 км.
Климат
В населённом пункте, как и во всем районе, климат резко континентальный, с продолжительным зимним и коротким летним периодами. Зимой погода ясная, с низкими температурами. Устойчивые холода зимой формируются под действием обширного антициклона, охватывающего северо-восточные и центральные улусы. Средняя месячная температура воздуха в январе находится в пределах от −28˚С до −40˚С..

## История
Согласно Закону Республики Саха (Якутия) от 30 ноября 2004 года N 173-З N 353-III село вошло в образованное муниципальное образование Баппагайинский наслег.

## Население
| 2002 | 2010 | 2021 |
| ---- | ---- | ---- |
| 0    | →0   | →0   |

## Экономика
Было развито животноводство (мясо-молочное скотоводство, мясное табунное коневодство).

## Транспорт
Просёлочная дорога с выездом на автодорогу федерального значения «Вилюй».